# گیبسون نانا آدو
گیبسون نانا آدو (انگلیسی: Gibson Adu؛ زادهٔ ۱۴ فوریهٔ ۲۰۰۸) بازیکن فوتبال است که در حال حاضر برای باشگاه ورزشی اونترهاخینگ بازی می‌کند. 